# Everybody (canción de Tanel Padar y Dave Benton)
«Everybody» (en español: «Todo el mundo») es la canción ganadora del Festival de la Canción de Eurovisión 2001, interpretada en inglés por Tanel Padar y Dave Benton representando a Estonia. Fueron acompañados por el grupo 2XL haciendo los coros. La canción fue interpretada en vigésimo lugar en el festival, y al final de las votaciones había recibido 198 puntos, resultando la ganadora de entre 23 participantes.
La letra de la canción es una simple invitación a la fiesta, con el dúo cantando que "todas las noches son viernes noche" ("Every night's a Friday night").  